# Heitor Villa-Lobos
Heitor Villa-Lobos (født 5. marts 1887 i Rio de Janeiro - død samme sted 17. november 1959) var en brasiliansk komponist, som betragtes som det 20. århundredes mest betydningsfulde brasilianske musikskaber.
Villa-Lobos blev født og voksede op i Rio de Janeiro, hvor hans far underviste ham i at spille cello frem til faderens død i 1899. I sit barndomshjem blev han blandt andet bekendt med klarinetten, Bachs Das wohltemperierte Klavier og almen musikteori. Han blev endvidere meget inspireret af Rios gademusikanter,[kilde mangler] der ofte spillede nogle såkaldte "chôros" (en folkelig brasiliansk musikgenre) til karneval og på andre festlige tidspunkter. Som ung blev Villa-Lobos selv en del af dette chôromiljø og rejste i 1905 til det nordlige Brasilien, hvor han levede som omrejsende musiker og lejlighedsvis landarbejder. I 1907 rejste han videre til Rio, hvor han kortvarigt studerede på det nationale musikinstitut. Her faldt han dog hurtigt fra, da han i langt højere grad viste interesse for folkemusikken. Han drog videre rundt i det nordlige Brasilien og besøgte, ifølge ham selv, blandt andet Amazonas-landet, hvorfra han fik mange musikalske inspirationer, som han senere brugte. I 1923 rejste han til Europa og levede meget af sin tid i Paris. Flere gange rejste han frem og tilbage mellem Rio de Janeiro og Paris, men først i 1930 flyttede han tilbage til Brasilien, hvor han arbejdede for den brasilianske regering. Han blev desuden gift med Lucilia Guimarães, som han senere forlod til fordel for Arminda Neves de Almeida.
Som nævnt blev Villa-Lobos meget inspireret af disse grupper af gademusikanter, chôros, som han selv blev en del af. En chôrogruppe indikerer en gruppe af instrumenter, oftest bestående af fløjte, klarinet, ophicleide (en slags messingblæser), basun, guitar og cavaquinho (et ukulele-lignende instrument) med et af disse instrumenter som solist, og nogle få slagtøjsinstrumenter. Disse chôroes dannede dog kun basis for Villa-Lobos' kompositioner, da han også nogle gange hentede træk fra indianer- og negermusikken og naturens lyde. Den første chôros han skrev, var ”Chôros-No.1” for sologuitar. I denne har han hentet mange originale træk, idet stykket er kort og fyldt med anakrusis (de ubetonede noder der lægger op til den følgende takts førsteslag) og 16-del/8-del/16-dels-figurationer, som er meget typiske træk for de brasilianske danserytmer .
I 1905 begyndte han at rejse rundt omkring i Brasiliens mindre tilgængelige områder, hele tiden med Rio de Janeiro som base, hvorfra han sugede mange forskellige musikalske indtryk til sig. Brasilien havde mange kulturelle forskelligheder og var en blanding af portugisiske, afrikanske og indianske traditioner. Alle disse forskelligheder overvældede ham, og det var blandt andet inspirationerne fra disse rejser, der fik hans tanker langt væk fra nogen konservatorieuddannelse. Hvor meget han har været helt ude i urskoven vides ikke, eftersom de fleste af hans beretninger var røverhistorier, der mest fortaltes for deres underholdende værdier, for eksempel den om, at han skulle have mødt sin første kone ved at se hende, kort før hun skulle have været spist af nogle kannibaler, hvorefter han reddede hende ved at spille smuk cellomusik for kannibalerne for så at få udleveret hende som gave. Nogle af hans inspirationer kan muligvis også være kommet fra hans far, der godt kunne lide at fortælle sine børn indianerlegender og traditionelle brasilianske historier. 
Det vides, at Villa-Lobos i 1920’erne under sit ophold i Paris, havde fundet en masse materiale omkring de brasilianske indianere, blandt andet transskriberede melodier i bøger fra forskellige europæiske opdagelsesrejsende, på Bibliotèque Nationale. Det meste af dette materiale var ikke til at få fat på i Brasilien. Desuden deltog en mand ved navn E. Roquette Pinto  i en brasiliansk ekspedition i junglen i 1907-15, hvor han interesserede sig meget for indianernes musik og optog adskillige melodier på cylindre (datidens lp’er). Ifølge hans familie skulle Villa-Lobos have lånt nogle af disse. Disse lån samt de ting han har kunnet finde på Bibliotèque Nationale, kunne godt tænkes at have været nogle af de største inspirationer, som han har haft fra de mindre tilgængelige områder i Brasilien

## Udvalgte værker
Villa-Lobo havde en omfattende og mangeartet produktion, hvoraf bl.a. kan nævnes:
- Symfoni nr. 1  "Det uforudsigelige" (1916) - for orkester
- Symfoni nr. 2  "Opstandelsen" (1917) - for orkester
- Symfoni nr. 3  "Krigen" (1919) - for orkester
- Symfoni nr. 4  "Sejren" (1919) - for orkester
- Symfoni nr. 5  "Freden" (1920) (forsvundet partitur) - for kor og orkester
- Symfoni nr. 6  "Brasiliens bjerge" (1944) - for orkester
- Symfoni nr. 7  (1945) - for orkester
- Symfoni nr. 8  (1950) - for orkester
- Symfoni nr. 9  (1952) - for orkester
- Symfoni nr. 10 "Amerindia" (1952) - for solister, kor og orkester
- Symfoni nr. 11 (1955) - for orkester
- Symfoni nr. 12 (1957) - for orkester
- Sinfonietta nr. 1 (11916) - for orkester
- Sinfonietta nr. 2 (1955) - for orkester
- 5 Klaverkoncerter ((1945, 1948, 1952–1957, 1952, 1954) - for klaver og orkester
- Guitarkoncert (1951) - for guitar og orkester
- 5 Guitarpreludier (1940) - for guitar
- 2 Cellokoncerter (1913, 1953) - for cello og orkester
- "Bachianas Brasileras" nr. 1 (1930-1938) - for 8 celloer
- "Bachianas Brasileras" nr. 2  (1930) - for orkester
- "Bachianas Brasileras" nr. 3  (1938) - for klaver og orkester
- "Bachianas Brasileras" nr. 4  (1930, 1941) - for klaver (1930) - for orkester (1941)
- "Bachianas Brasileras" nr. 5 (1938-1945) - for stemme og 8 celloer
- "Bachianas Brasileras" nr. 6 (1938) - for fløjte og fagot
- "Bachianas Brasileras" nr. 7 (1942) - for orkester
- "Bachianas Brasileras" nr. 8 (1944) - for orkester
- "Bachianas Brasileras" nr. 9 (1945) - for kor eller strygeorkester
- "Amazonas" (1917) - for orkester

## Fodnoter
1. ↑  Béhague, Gerard. 2001. "Villa-Lobos, Heitor". The New Grove Dictionary of Music and Musicians, edited by Stanley Sadie and John Tyrrell. London: Macmillan
2. ↑  "Villa-Lobos – English Version". Arkiveret fra originalen 15. februar 2009. Hentet 6. marts 2009.
3. ↑  Villa-Lobos af Simon Wright s.61
4. ↑  Heitor Villa-Lobos: A Life af David P. Appleby s.21-22
5. ↑  Heitor Villa-Lobos: A Life af David P. Appleby s.24-25).